# 창백한 불꽃
《창백한 불꽃》(영어: Pale Fire)은 블라디미르 나보코프가 1962년에 쓴 소설이다. 소설 창백한 불꽃은 소설가이자 학자인 존 셰이드(영어: John Shade)가 쓴 999행의 자전적 시 "창백한 불꽃"에 대해 이웃이자 학계 동료인 찰스 킨보트(영어: Charles Kinbote)가 남긴 서문, 논평, 색인으로 구성된다. 킨보트가 남긴 주석은 셰이드의 시의 7배에 달하며, 이러한 시와 논평, 두 가상의 작가가 모여 소설의 서사를 만들어 낸다.
《창백한 불꽃》의 특이한 구성은 많은 관심을 끌었고, 메타픽션의 중요한 예시로 인용되기도 한다. 나보코프 권위자인 브라이언 보이드는 창백한 불꽃을 "나보코프의 가장 완벽한 소설"로 인용했으며, 비평가 해럴드 블룸은 "자신의 천재성을 가장 확실하게 보여주는... 그 놀라운 역작."으로 평했다.